# دیوید زیتلی
دیوید زیتلی (انگلیسی: David Zitelli؛ زادهٔ ۳۰ اکتبر ۱۹۶۸) بازیکن فوتبال اهل فرانسه است.
از باشگاه‌هایی که در آن بازی کرده‌است می‌توان به باشگاه فوتبال کارلسروهه، باشگاه فوتبال نانسی، باشگاه فوتبال هیبرنین، باشگاه فوتبال استراسبورگ، و باشگاه فوتبال متس اشاره کرد.